# Jorge Larrieux
Jorge Tomás Larrieux Rodríguez (Montevideo, 26 de noviembre de 1946), magistrado uruguayo, ministro de la Suprema Corte de Justicia entre 2008 y 2016. 

## Biografía
Graduado como abogado en la Facultad de derecho de la 
Universidad de la República en 1978, en abril de 1980 ingresó al Poder Judicial como juez de paz en el Departamento de Colonia. Ese mismo año pasó a ser juez de paz en Florida, y al año siguiente en Maldonado. 
En 1982 fue designado Juez Letrado en el departamento de Salto, hasta 1984. Luego fue Juez Letrado en Tacuarembó (1984), en Maldonado (1984-1986) y en Durazno (1986-1987). 
En 1987 fue designado Secretario Letrado de la Suprema Corte de Justicia, cargo en el que se desempeñó durante cinco años.
En noviembre de 1992 fue ascendido a ministro del Tribunal de Apelaciones en lo Civil de 4º Turno. Permaneció allí durante más de 15 años, transformándose en el ministro más antiguo de los Tribunales de Apelaciones del país.
En atención a dicha circunstancia, al producirse en abril de 2008 una vacante en la Suprema Corte de Justicia por el cese de la ministra Sara Bossio, la Asamblea General (Poder Legislativo) lo designó, por unanimidad, como nuevo ministro del máximo órgano del Poder Judicial del país, cargo que asumió el 22 de abril de ese año.
El 2 de febrero de 2009 asume la Presidencia de la Suprema Corte de Justicia, cargo que desempeñó durante todo ese año. Ocupó asimismo nuevamente la Presidencia del cuerpo durante el año 2014.